# Łachczajda
Łachczajda (ros. Лахчайда) – wieś w Rosji, w Dagestanie, w rejonie gunibskim. W 2010 liczyła 44 mieszkańców, głównie Awarów.